# 天神橋 (魚津市)
天神橋（てんじんばし）は、富山県魚津市の片貝川に架かる富山県道128号阿弥陀堂魚津停車場線の橋である。魚津市街と天神地区および西布施地区を結ぶ重要な橋となっている。

## 概要
同橋の架橋前の明治時代以前は川越えを行っており、仮橋はあったが流失を繰り返していた。1900年（明治33年）の路線変更とともに架橋の必要性が大きくなり、1907年（明治40年）4月に長さ90間（約164m）の橋が作られ、1931年（昭和6年）9月に延長163m、幅員5mの木桁橋に改良された。
その後、1952年（昭和27年）6月29日から同年7月1日にかけての豪雨に伴う水害で橋が一部流失する被害を出した。また、この頃には腐食が進んだことから 、破損の程度も大きく、降雨による出水の度に交通制限など不便をきたしたため、地元民が橋の架け替えを関係方面へ強く要望していた。結果、1959年（昭和34年）より架け替えに着手し、1963年（昭和38年）1月11日、魚津市立天神小学校にて竣功祝賀式が行われた。事業費は5,640万円。
1969年（昭和44年）8月には、集中豪雨により被害を受けた。
1996年（平成8年）4月17日、富山県が約2億5千万円をかけて1992年度から工事を行っていた歩道橋が竣工した。

## 諸データ
- 型式 - RCT（コンクリート）桁橋[8][1]
- 橋長 - 162 m[1]
- 幅員 - 6 m[1]